# U Remind Me
 (décembre 2021).
Si vous disposez d'ouvrages ou d'articles de référence ou si vous connaissez des sites web de qualité traitant du thème abordé ici, merci de compléter l'article en donnant les références utiles à sa vérifiabilité et en les liant à la section « Notes et références ».
Singles de Usher
Pop Ya Collar
(2000) U Got It Bad
(2001)
U Remind Me est le second single de l'album 8701 du chanteur Usher.
Il est considéré, aux États-Unis, comme le premier véritable single de l'album du fait de l'échec commercial du single Pop Ya Collar. En effet lors de sa sortie en juin 2001 il atteignit rapidement les hauteurs du classement billboard américain et lança clairement les ventes de l'album. Il est produit par le célèbre duo de producteurs Jimmy Jam & Terry Lewis.
Il existe une version remixée par les Trackmasters et en collaboration avec Method Man et Blu Cantrell.